# 班克罗夫特 (南达科他州)
班克罗夫特（英語：Bancroft）是美国南达科他州下属的一座城鎮。根据2010年美国人口普查，该鎮有人口19人。论人口在本州排行第297。